# Martha Wells
Martha Wells (Fort Worth, 1964) è una scrittrice statunitense, autrice di letteratura fantastica.
Ha pubblicato numerosi romanzi fantasy, per adulti, racconti brevi e saggi sul fantasy e la fantascienza. I suoi romanzi più tradotti, sono stati pubblicati in ventidue paesi.

## Biografia
Martha Wells è nata a Fort Worth in Texas ed ha conseguito un Bachelor of Arts in antropologia dalla Texas A&M University.  Vive a College Station in Texas con suo marito. Fin dal college è stata coinvolta nel fandom del fantasy e della fantascienza ed è stata presidente dell'AggieCon 17.
Come aspirante scrittrice ha partecipato a molti workshop locali di scrittura e a convetion, incluso il Turkey City Writer's Workshop tenuto da Bruce Sterling. A sua volta ha tenuto workshop di scrittura all'ArmadilloCon, WorldCon, ApolloCon, Writespace Houston, ed è stata l'ospite speciale del Workshop al FenCon 2018.
Wells è stata cerimoniere della World Fantasy Convention in 2017, dove tenne il discorso Unbury the Future ("diseppellire il futuro") nel quale parlò degli autori marginalizzati nella storia della fantascienza e del fantasy e in altri media e della soppressione deliberata della loro esistenza. Il discorso fu ben ricevuto e generò molte discussioni.
Nel 2018, Wells è stata la leader della squadra di scrittura per Dominaria, la nuova espansione del gioco di carte collezionabili Magic: l'Adunanza.

## Lavori
I suoi racconti fantasy brevi includono  The Potter's Daughter nell'antologia Elemental (2006), che è stata selezionata per apparire in  The Year's Best Fantasy #7 (2007). Questa storia contiene uno dei personaggi principali di  The Element of Fire.  Tre racconti brevi che precedono gli eventi della trilogia Fall of Ile-Rien sono stati pubblicati su Black Gate Magazinenel 2007 e 2008.
Wells è nota per le società complesse e realisticamente dettagliate che crea. Ciò è spesso attribuito al suo background accademico in antropologia. Il suo primo romanzo, Il potere del fuoco (The Element of Fire, 1993), è stato finalista per il Compton Crook Award del 1993 e un candidato per il premio William Crawford Award del 1994. Il suo secondo romanzo City of Bones (1995) ha ricevuto una recensione in evidenza (starred) sul Publishers Weekly, una con black diamond da Kirkus Reviews ed è stato sulla lista di letture raccomandate fantasy del 1995 di Locus. Il suo terzo romanzo, The Death of the Necromancer (1998) è stato nominato per il premio Nebula. Il potere del fuoco e The Death of the Necromancer sono romanzi autoconclusivi che si svolgono nel regno fittizio di Ile-Rien, che è anche l'ambientazione per la trilogia Fall of Ile-Rien: The Wizard Hunters (2003), The Ships of Air (2004) e The Gate of Gods (2005). Il suo quarto romanzo è stato un racconto fantasy autoconclusivoWheel of the Infinite. Nel 2006, ha pubblicato una versione rivista di Il potere del fuoco.
La serie fantasy più lunga di Wells è The Books of the Raksura che comprende cinque romanzi e due antologie di racconti brevi pubblicate dalla Night Shade Books:  The Cloud Roads (2011), The Serpent Sea (2012), The Siren Depths (2012), Stories of the Raksura Vol 1: The Falling World & The Tale of Indigo and Cloud (2014), Stories of the Raksura Vol 2: The Dead City & The Dark Earth Below (2015), The Edge of Worlds (2016) e The Harbors of the Sun (2017). La serie è stata nominata per il premio Hugo nel 2018 e The Edge of Worlds è stata recensito su The New York Times.
Wells ha anche scritto due romanzi per ragazzi: Emilie and the Hollow World (2013) e Emilie and the Sky World (2014) pubblicati dalla Angry Robot/Strange Chemistry.
Ha scritto anche romanzi ambientati in Stargate Atlantis,  Reliquary e Entanglement e il racconto breve Archaeology 101 ambientato in Stargate SG-1 pubblicato sul numero 8 del Stargate Magazine (gennaio/febbraio 2006). Ha inoltre scritto il romanzo  Sul filo del rasoio. (Empire and Rebellion: Razor's Edge) ambientato nell'universo di Star Wars.

## Premi

### Candidati
- Premio Crawford candidato nel 1994 per Il potere del fuoco
- Compton Crook Award candidato nel 1994 per Il potere del fuoco
- Locus lista raccomandata 1994 for Il potere del fuoco
- Locus lista raccomandata 1995 for City of Bones
- Premio Nebula candidato nel 1998 per The Death of the Necromancer[22]
- Premio Imaginales candidato nel 2002 per l'edizione francese di The Death of the Necromancer
- Premio Imaginales candidato nel 2003 per l'edizione francese di  Il potere del fuoco
- Premio Philip K. Dick candidato nel 2018 per The Murderbot Diaries: All Systems Red[23]
- Premio Hugo per la miglior serie, candidato nel 2018 per  The Books of the Raksura[24]
- Scelta dei recensori di Romantic Times, candidato per il miglior romanzo nel 2018 per The Murderbot Diaries: All Systems Red

### Vinti
- Premio Nebula per il miglior romanzo breve 2017 per The Murderbot Diaries: All Systems Red[25]
- Premio Locus per il miglior romanzo breve 2018 per The Murderbot Diaries: All Systems Red[26]
- Premio Hugo per il miglior romanzo breve nel 2018 per The Murderbot Diaries: All Systems Red[27]
- ALA/YALSA Premio Alex 2018 per The Murderbot Diaries: All Systems Red[28]
- Premio Hugo per il miglior romanzo breve nel 2019 per The Murderbot Diaries: Artificial Condition[29]
- Premio Nebula per il miglior romanzo nel 2021 per Network Effect[30][31]

## Opere

### Romanzi a sé stanti
- City of Bones (1995);
- Wheel of the Infinite (2000);
- Witch King (2023).

### Ambientati a Ile-Rien
Elencati in ordine di cronologico interno, non di anno di pubblicazione
- The Potter's Daughter, 2006, storia breve contenuta nelle antologie Elemental: the Tsunami Relief Anthology e The Year's Best Fantasy #7
- Il potere del fuoco (The Element of Fire), 1993. Edizione rivista nel 2006
- Night at the Opera, 2015. Nell'antologia Between Worlds: the Collected Cineth and Ile-Rien Stories e episodio 400 di PodCastle
- The Death of the Necromancer, 1998
- Trilogia The Fall of Ile-Rien:
  - The Wizard Hunters, 2003
  - The Ships of Air, 2004
  - The Gate of Gods, 2005

### Libri del Raksura
- The Cloud Roads, 2011
- The Serpent Sea, 2012
- The Siren Depths, 2012
- Stories of the Raksura Vol 1: The Falling World & The Tale of Indigo and Cloud , 2014
- Stories of the Raksura Vol 2: The Dead City & The Dark Earth Below, 2015
- The Edge of Worlds, 2016
- The Harbors of the Sun, 2017

Storie brevi
- The Forest Boy, 2009. Prequel a The Cloud Roads. Nell'antologia Stories of the Raksura Vol 1
- The Almost Last Voyage of the Wind-ship Escarpment, 2011. Ambientato nello stesso mondo. Nell'antologia Stories of the Raksura Vol 2
- Adaptation, 2012. Prequel a The Cloud Roads. Nell'antologia Stories of the Raksura Vol 1
- Mimesis, 2013. Nell'antologia The Other Half of the Sky, 2013
- Trading Lesson, 2013. Nell'antologia Stories of the Raksura Vol 1
- Birthright, 2017. Nell'antologia Mech: Age of Steel, 2013

### Emilie
Fantasy per ragazzi
- Emilie and the Hollow World, 2013
- Emilie and the Sky World, 2014

### Star Wars
- Sul filo del rasoio (Empire and Rebellion: Razor's Edge , 2013).

### Stargate
- Reliquary, 2006. Romanzo ambientato in Stargate Atlantis
- Entanglement, 2007.  Romanzo ambientato in Stargate Atlantis
- "Archaeology 101", 2006.  Racconto breve ambientato in Stargate SG-1, pubblicato su Stargate Magazine

### The Murderbot Diaries
Serie di romanzi con protagonista una cyborg di nome "Murderbot". I primi quattro romanzi, brevi, sono stati tradotti in Italia e raccolti in Murderbot. I diari della macchina assassina (Mondadori, collana Oscar Fantastica, 2020):
- Allarme rosso, (All Systems Red, 2017[33][34]);
- Condizione artificiale, (Artificial Condition, 2018);
- Protocollo ribelle, (Rogue Protocol, 2018);
- Strategia di uscita, (Exit Strategy, 2018);
- Network Effect (2020);
- Fugitive Telemetry (2021);
- System Collapse (2023).

### Altri racconti brevi
- Thorns, 1995 in Realms of Fantasy
- Bad Medicine, 1997 in Realms of Fantasy
- Wolf Night, 2006 in Lone Star Stories[35]
- Reflections, 2007 in Black Gate Magazine
- Holy Places, 2007 in Black Gate Magazine
- Houses of the Dead, 2008 in Black Gate Magazine
- Revenants, 2012. Nell'antologia Tales of the Emerald Serpent
- Soul of Fire, 2014. Nell'antologia Tales of the Emerald Serpent II: A Knight in the Silk Purse
- The Dark Gates, 2015. Nell'antologia The Gods of Lovecraft

### Saggistica
- Don't Make Me Tongue You: John Crichton and D'Argo and the Dysfunctional Buddy Relationship, 2005 in Farscape Forever
- Neville Longbottom: the Hero With a Thousand Faces, 2006 in Mapping the World of Harry Potter
- Donna Noble Saves the Universe, 2012 in Chicks Unravel Time:  Women Journey Through Every Season of Doctor Who
- A Life Less Ordinary: The Environment, Magic Systems, and Non-Humans, 2014 in A Kobold Guide to Magic